# Buick Skylark
Buick Skylark — легковий автомобіль, що випускався Buick (підрозділ General Motors) в 1953—1954, 1961—1972 і 1975—1998 роках. Протягом семи поколінь модель Skylark займала різне становище в лінійці Buick.

## Третє покоління (1968—1972)

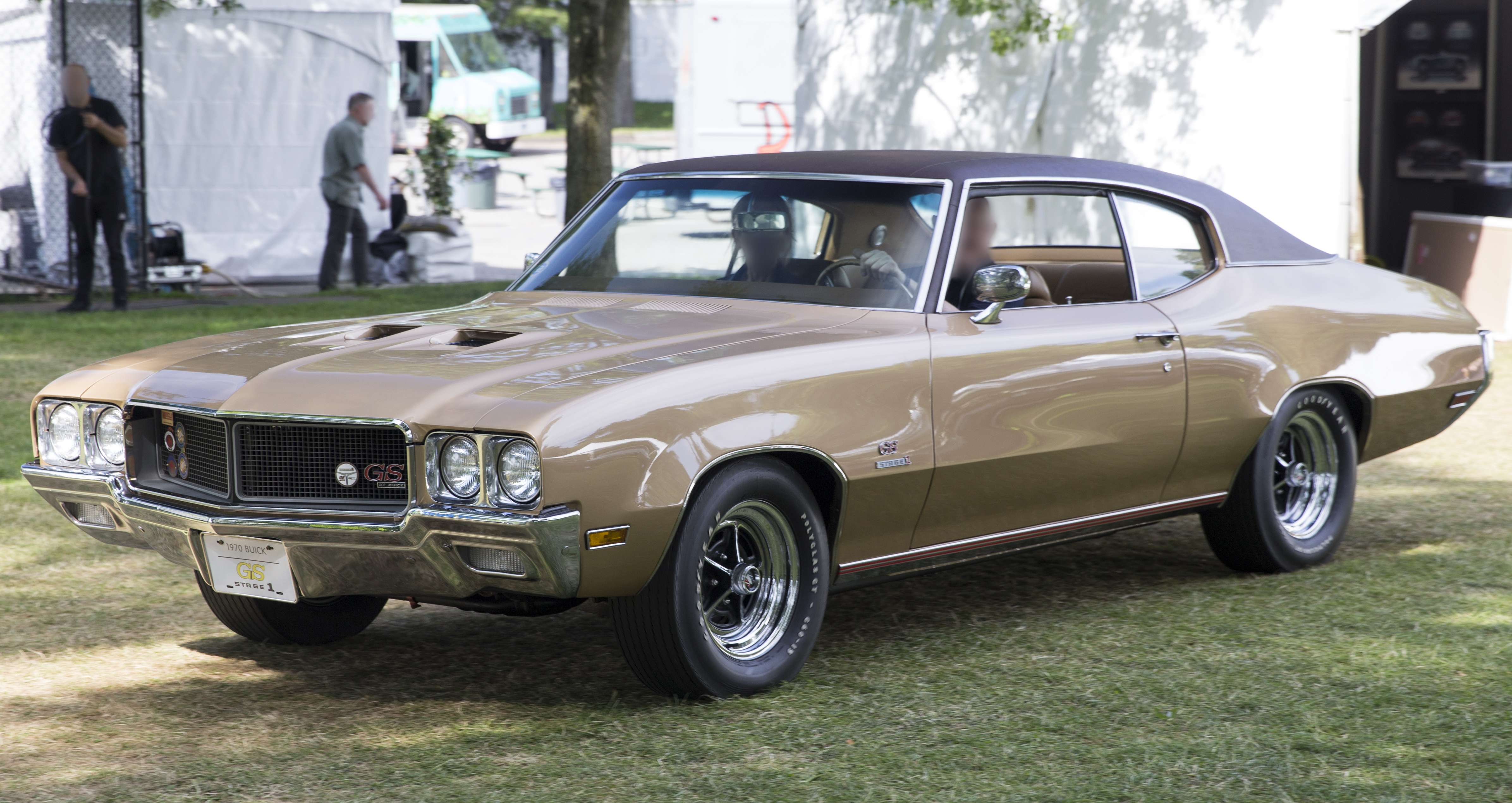

- 250 cu in (4.1 L) Chevrolet I6
- 350 cu in (5.7 L) Buick V8
- 400 cu in (6.6 L) Buick V8
- 455 cu in (7.46 L) Buick V8

## Четверте покоління (1975—1979)

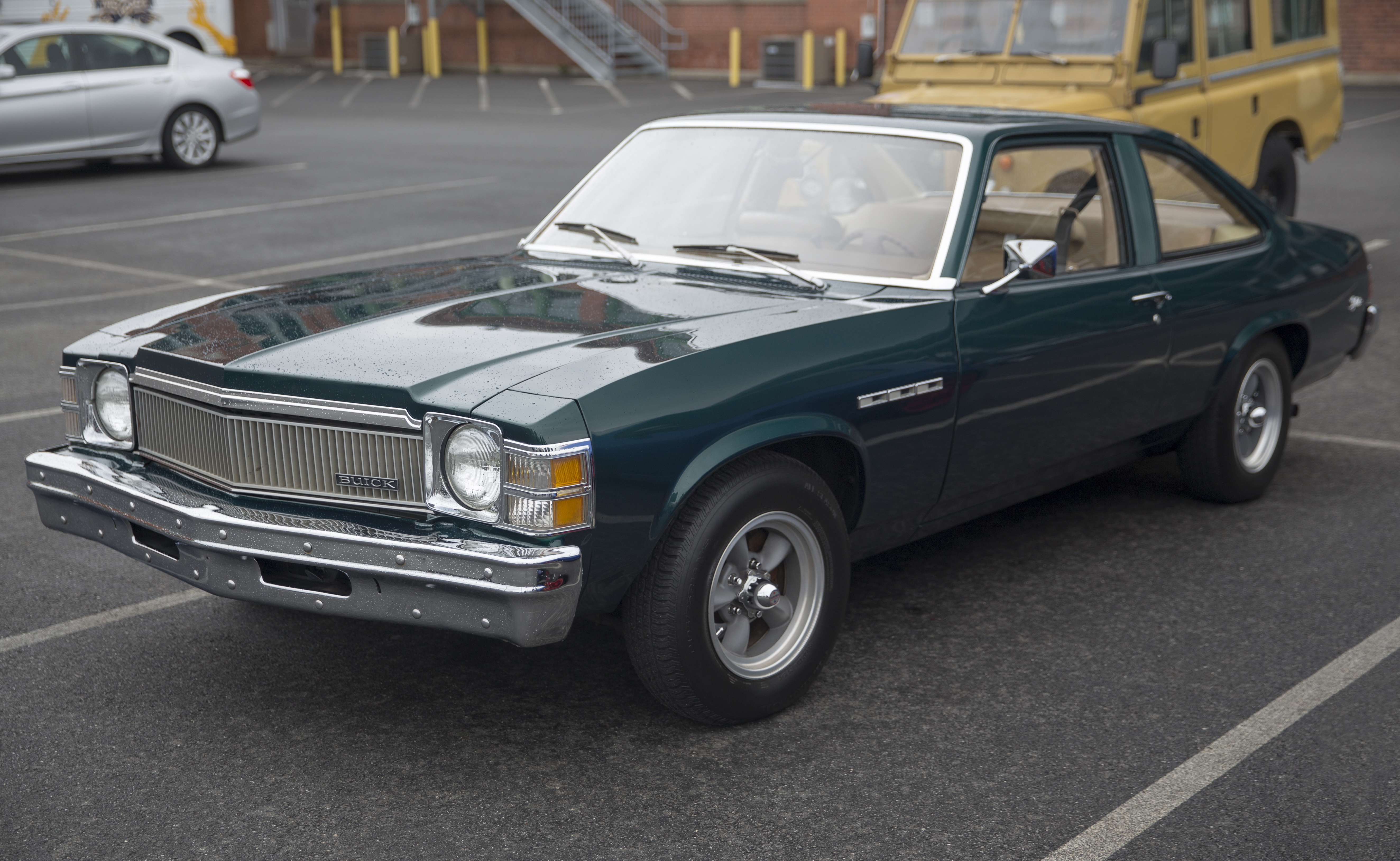

- 231 cu in (3.8 L) Buick V6
- 260 cu in (4.3 L) Oldsmobile V8
- 301 cu in (4.9 L) Pontiac V8
- 305 cu in (5.0 L) Chevrolet V8
- 350 cu in (5.7 L) Buick V8
- 350 cu in (5.7 L) Chevrolet V8

## П'яте покоління (1979—1985)

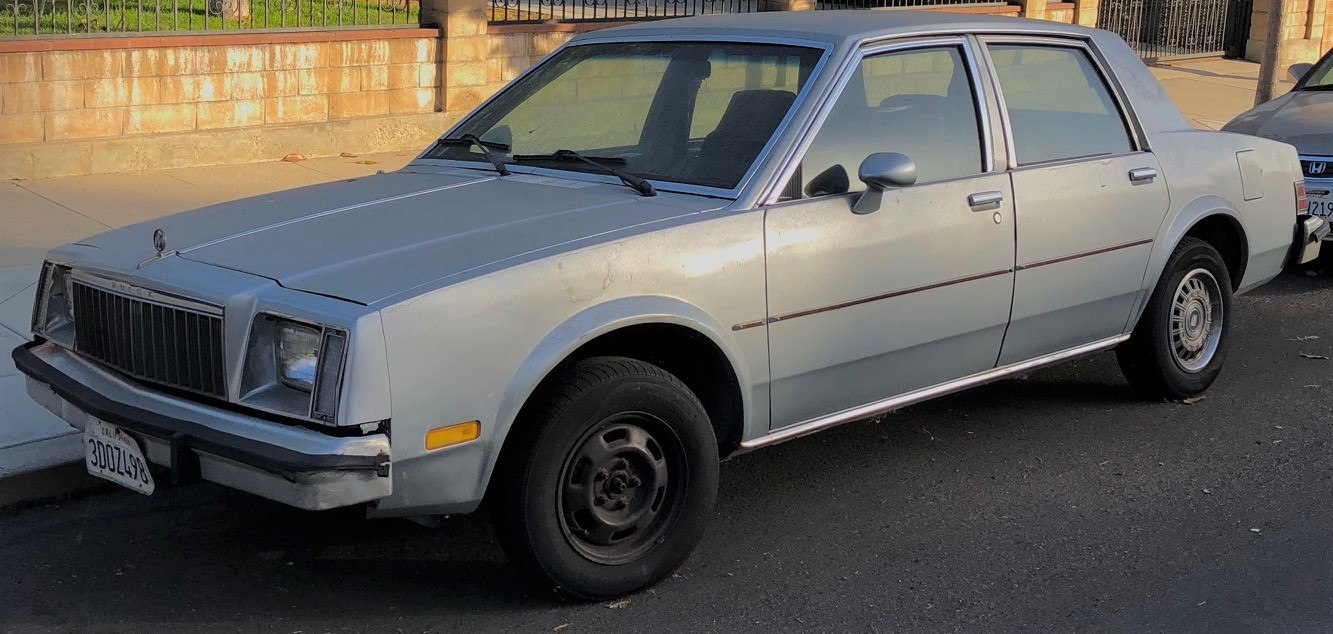

- 2.5 L LR8 I4
- 2.8 L LE2 V6
- 2.8 L LH7 V6

## Шосте покоління (1985—1991)

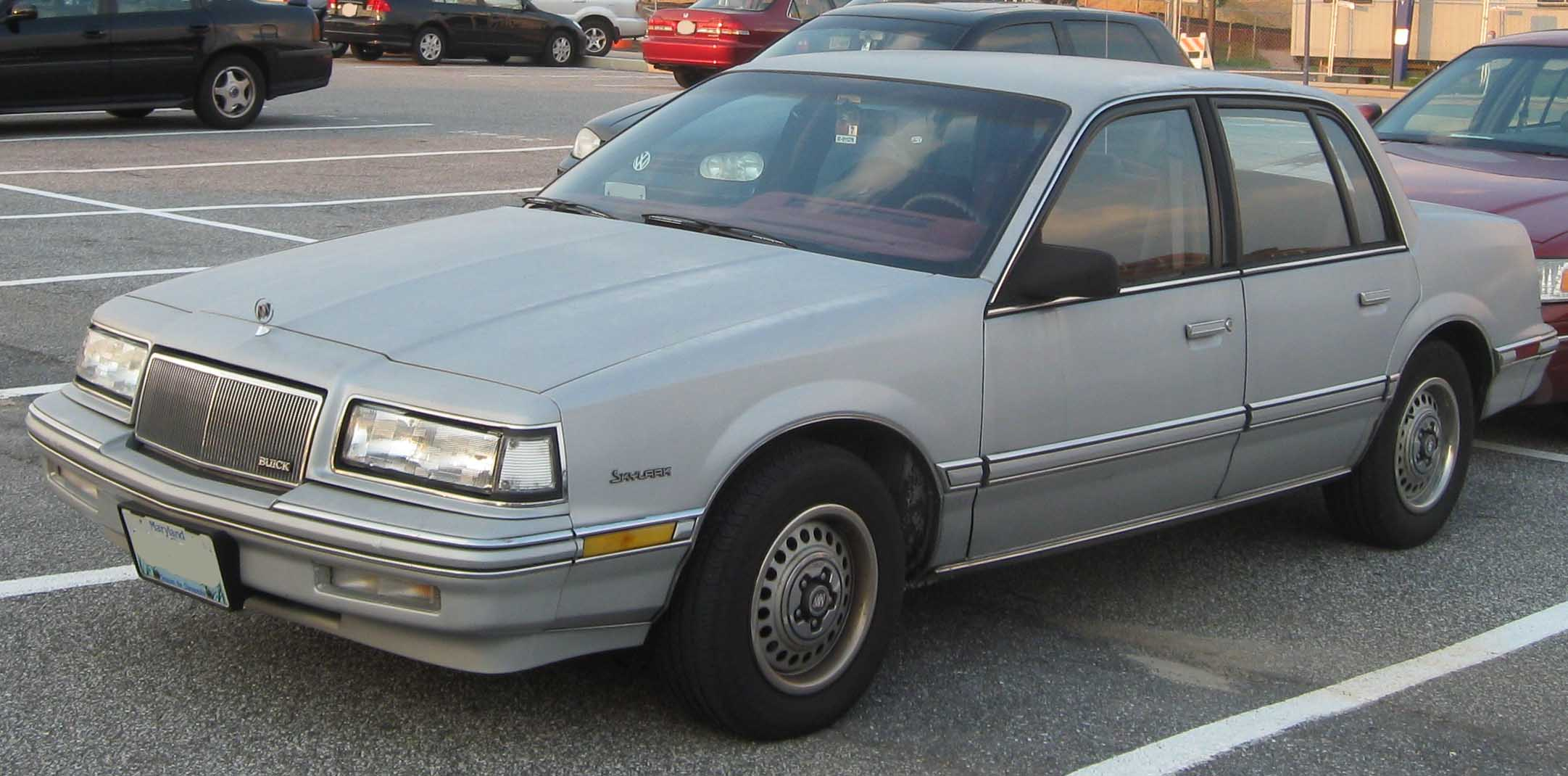

- 2.3 L LD2 I4
- 2.5 L L68 I4
- 3.0 L LN7 V6
- 3.3 L LG7 V6

## Сьоме покоління (1992—1998)

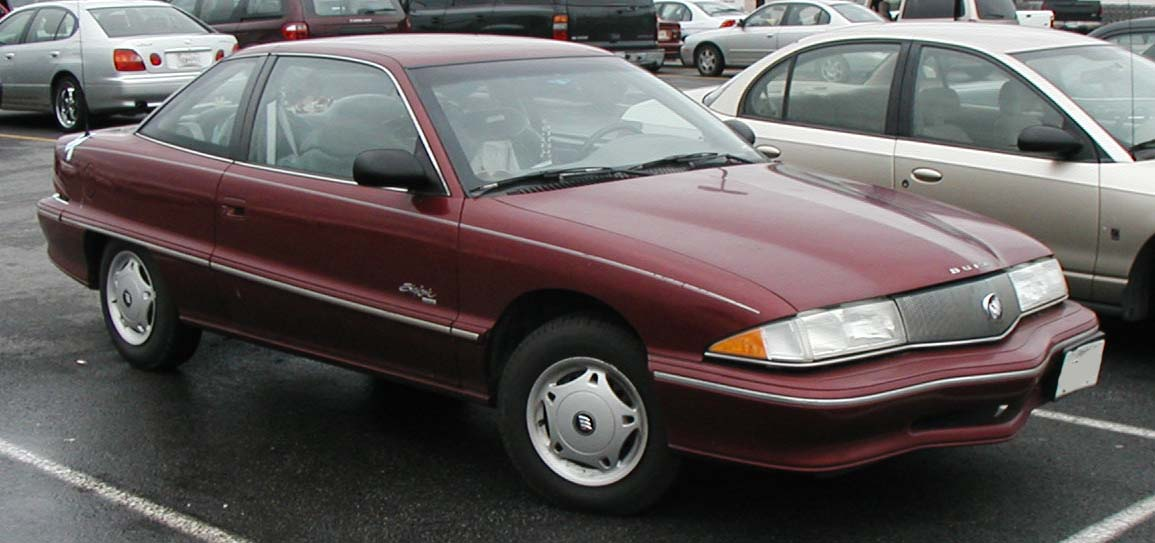

- 2.3 L L40 I4
- 2.3 L LD2 I4
- 2.4 L LD9 I4
- 3.1 L L82 V6
- 3.3 L LG7 V6